# Minix
MINIX е свободна Unix-подобна операционна система с отворен код на базата на архитектура с микроядро. Андрю Таненбаум написва операционната система, за да бъде използвана с учебна цел. MINIX е и причината за създаването на ядрото на Линукс. Името ѝ е създадено като съчетание на „минимален“ и Unix.

## История
Андрю Таненбаум създава MINIX в Амстердамския Свободен университет, за да илюстрира принципите, описани в неговата книга "Операционни системи: проектиране и реализация" (1987). Съкратен вариант от около 12 000 реда от написания на C основен изходен код на ядрото, мениджъра на паметта и файловата система на MINIX 1.0, са включени в тази книга. Prentice-Hall също публикува изходния код на MINIX, както и изпълними файлове на дискета с технически наръчник. MINIX 1.0 е направена като система-клонинг, която е съвместима с Версия 7 на Unix.
Таненбаум всъщност развива MINIX за съвместимост с IBM PC и IBM PC/AT, които са актуални по това време.